# Sainte-Geneviève (Sena Marítimo)
 Sainte-Geneviève  es una población y comuna francesa, en la región de Alta Normandía, departamento de Sena Marítimo, en el distrito de Dieppe y cantón de Saint-Saëns.

## Demografía
| 433 | 435 | 348 | 307 | 253 | 251 |
| Para los censos de 1962 a 1999 la población legal corresponde a la población sin duplicidades (Fuente: INSEE [Consultar]) |     |     |     |     |     |